# Wydział północnoazjatycko-pacyficzny Kościoła Adwentystów Dnia Siódmego
Wydział północnoazjatycko-pacyficzny (kod wydziału: NSD) – jest jednym z 13 wydziałów ogólnoświatowego Kościoła Adwentystów Dnia Siódmego. Zrzesza adwentystów zamieszkałych w Chińskiej Republice Ludowej, Japonii, Korei Południowej, Korei Północnej, Mongolii oraz na Tajwanie. Siedziba wydziału znajduje się w południowokoreańskim mieście Goyang.
Wydział został powołany w 1919 roku jako wydział dalekowschodni, w 1995 roku wydział został przemianowany na wydział azjatycko-pacyficzny, następnie podzielono go terytorialnie i przemianowano na wydział północnoazjatycko-pacyficzny w 1997 roku. 
W 2013 roku wydział zreorganizowano.

## Struktura i dane statystyczne
Administracyjnie podzielony jest na dwie unie oraz jednej unii misyjnej i jednego pola misyjne. W roku 2017 ogólna liczba członków Kościoła należących do wydziału północnoazjatycko-pacyficznego wynosiła 733 549 zrzeszonych w ramach 2 216 zborów.

### Unia misyjna chińska (2017)
- rok organizacji: 1949
- strona internetowa

| Lp. | Jednostka organizacyjna    | Rok organizacji | Liczba członków | Liczba zborów |
| 1.  | Chiny                      |                 | 451 070         | 1 333         |
| 2.  | Diecezja Hongkongu i Makau | 1949            | 4 594           | 19            |
| 3.  | Diecezja tajwańska         | 1950            | 6 714           | 58            |
|     | Łącznie                    |                 | 462 378         | 1 410         |

### Unia japońska (2017)
- rok organizacji: 1917
- rok: pierwszej reorganizacji: 1919
- rok konsolidacji: 1975
- rok drugiej reorganizacji: 1984
- rok trzeciej reorganizacji: 1999
- strona internetowa

| Lp. | Jednostka organizacyjna    | Rok organizacji | Liczba członków | Liczba zborów |
| 1.  | Diecezja wschodniojapońska | 1984            | 8 085           | 53            |
| 2.  | Misja Okinawy              | 1949            | 2 044           | 14            |
| 3.  | Diecezja zachodniojapońska | 1984            | 5 078           | 30            |
|     | Łącznie                    |                 | 15 207          | 97            |

### Unia koreańska (2017)
- rok organizacji: 1919
- rok reorganizacji: 1984
- strona internetowa

| Lp. | Jednostka organizacyjna               | Rok organizacji | Liczba członków | Liczba zborów |
| 1.  | Diecezja środkowowschodniokoreańska   | 1908            | 80 641          | 158           |
| 2.  | Diecezja pośredniozachodniokoreańska  | 1908            | 30 856          | 130           |
| 3.  | Misja północnokoreańska               | 1934            | 866             | 26            |
| 4.  | Diecezja południowowschodniokoreańska | 1919            | 33 546          | 125           |
| 5.  | Diecezja południowozachodniokoreańska | 1952            | 21 864          | 90            |
| 6.  | Diecezja środkowozachodniokoreańska   | 1908            | 84 446          | 167           |
| 7.  | Region Czedżu                         | 2017            | 1 149           | 7             |
|     | Łącznie                               |                 | 253 368         | 703           |

### Pole misyjne mongolijskie (2017)
- rok organizacji: 1997
- rok reorganizacji: 2013

| Lp. | Jednostka organizacyjna   | Rok organizacji | Liczba członków | Liczba zborów |
| 1.  | Pole misyjne mongolijskie | 1997            | 2 596           | 6             |

## Ciekawostki
W 2008 roku w Chinach znajdował się największy na świecie zbór adwentystyczny, liczący ponad 5 tysięcy wiernych.